# Capas
Capas is een gemeente in de Filipijnse provincie Tarlac op het eiland Luzon. Bij de laatste census in 2007 had de gemeente ruim 122 duizend inwoners.

## Geografie

### Bestuurlijke indeling
Capas is onderverdeeld in de volgende 20 barangays:
| - Aranguren - Bueno - Cristo Rey - Cubcub - Cutcut 1st - Cutcut 2nd - Dolores - Estrada - Lawy - Manga | - Manlapig - Maruglu - O'Donnell - Santa Juliana - Santa Lucia - Santa Rita - Santo Domingo 1st - Santo Domingo 2nd - Santo Rosario - Talaga |

## Demografie
Capas had bij de census van 2007 een inwoneraantal van 122.084 mensen. Dit zijn 26.865 mensen (28,2%) meer dan bij de vorige census van 2000. De gemiddelde jaarlijkse groei komt daarmee uit op 3,49%, hetgeen hoger is dan het landelijk jaarlijks gemiddelde over deze periode (2,04%). Vergeleken met de census van 1995 is het aantal mensen met 41.048 (50,7%) toegenomen.

De bevolkingsdichtheid van Capas was ten tijde van de laatste census, met 122.084 inwoners op 376,39 km², 215,3 mensen per km².

## Geboren in Capas
- Bernabe Buscayno (1943), communistenleider en oprichter New People's Army